# Jelenia Góra Celwiskoza
Jelenia Góra Celwiskoza – nieczynny przystanek kolejowy w Jeleniej Górze, w województwie dolnośląskim, w Polsce.